# Rörtjärnen (Ådals-Lidens socken, Ångermanland, 704247-155949)
Rörtjärnen är en sjö i Sollefteå kommun i Ångermanland och ingår i Ångermanälvens huvudavrinningsområde.